# F 13 (1917)
F 13 – włoski okręt podwodny z czasów I wojny światowej i okresu międzywojennego, jedna z 21 zbudowanych dla Regia Marina jednostek typu F. Okręt został zwodowany 20 maja 1917 roku w stoczni Orlando w Livorno, a w skład włoskiej marynarki wojennej został wcielony 5 sierpnia 1917 roku. Jednostka została wycofana ze służby 1 sierpnia 1935 roku.

## Projekt i budowa
Okręty podwodne typu F zostały zaprojektowane przez inż. majora Cesarego Laurentiego jako ulepszenie poprzedniego projektu tego konstruktora – jednostek typu Medusa. Przy zachowaniu wymiarów zewnętrznych i wyporności nowe okręty charakteryzowały się krótszym czasem zanurzania, większą manewrowością w położeniu nawodnym i podwodnym, powiększonym kioskiem, instalacją działa pokładowego, żyrokompasu, dwóch peryskopów i systemu łączności podwodnej Fessenden. Okręty miały konstrukcję dwukadłubową, z kadłubem lekkim ukształtowanym na podobieństwo linii kadłuba torpedowców . Przestrzeń między kadłubem sztywnym a lekkim można było uczynić wodoszczelną poprzez zamknięcie specjalnych odwietrzników: w ten sposób okręty zyskiwały dodatkową rezerwę pływalności, szczególnie przydatną podczas żeglugi po powierzchni w złych warunkach pogodowych .
F 13 zbudowany został w stoczni Orlando w Livorno. Stępkę okrętu położono 30 września 1915 roku, a zwodowany został 20 maja 1917 roku. Motto okrętu brzmiało „Gurgitibus bausta non labant corda” (pol. „Zahartowane w wirach serca nie drżą”) .

## Dane taktyczno-techniczne
F 13 był niewielkim, przybrzeżnym okrętem podwodnym . Kadłub podzielony był grodziami wodoszczelnymi (wyposażonymi w podwójne drzwi wodoszczelne) na trzy przedziały: dziobowy (mieszczący kubryk marynarzy), przedział z głównym stanowiskiem dowodzenia i siłownią oraz przedział baterii akumulatorów . Długość całkowita wynosiła 45,63 metra, szerokość 4,22 metra i zanurzenie 3,1 metra. Wyporność normalna w położeniu nawodnym wynosiła 262 tony, a w zanurzeniu 319 ton. Okręt napędzany był na powierzchni przez dwa dwusuwowe silniki wysokoprężne FIAT 216 o łącznej mocy 670 KM . Napęd podwodny zapewniały dwa silniki elektryczne Savigliano o łącznej mocy 500 KM. Dwa wały napędowe obracające dwiema śrubami umożliwiały osiągnięcie prędkości 12,5 węzła na powierzchni i 8 węzłów w zanurzeniu. Zasięg wynosił 1300 Mm przy prędkości 9 węzłów w położeniu nawodnym oraz 120 Mm przy prędkości 2,5 węzła w zanurzeniu (lub 800 Mm przy prędkości 12 węzłów w położeniu nawodnym oraz 9 Mm przy prędkości 8 węzłów w zanurzeniu). Zapas paliwa wynosił 12 ton. Energia elektryczna magazynowana była w jednej baterii akumulatorów składającej się z 232 ogniw . Dopuszczalna głębokość zanurzenia wynosiła 40 metrów  .
Okręt wyposażony był w dwie stałe dziobowe wyrzutnie kalibru 450 mm, z łącznym zapasem czterech torped. Uzbrojenie artyleryjskie stanowiła pojedyncza pokładowa armata przeciwlotnicza kalibru 76 mm Armstrong A1914 L/30 oraz karabin maszynowy Colt kalibru 6,5 mm  .
Załoga okrętu składała się z 2 oficerów oraz 24 podoficerów i marynarzy.

## Służba
F 13 został wcielony do służby w Regia Marina 5 sierpnia 1917 roku. Jego pierwszym dowódcą został kpt. mar. (wł. tenente di vascello) Manlio Tarantini . Od września 1917 roku okręt trafił do Flotylli Okrętów Podwodnych w Ankonie, operując także z Wenecji i Porto Corsini pod Rawenną . 16 listopada 1917 roku F 13 wraz z siostrzanym F 11 i dwoma kutrami torpedowymi przeprowadziły akcję przeciw zespołowi floty austro-węgierskiej pod Cortellazzo (tworzyły go m.in. pancerniki obrony wybrzeża SMS „Budapest” i SMS „Wien”), zapobiegając ostrzałowi włoskich baterii nadbrzeżnych przez wrogie okręty . Za udział w tej akcji cała załoga okrętu otrzymała wyróżnienie .
31 grudnia 1917 roku okręt wchodził w skład Flotylli Górnego Adriatyku w Wenecji i Porto Corsini (wraz z „Delfino”, X 1, „Atropo”, „Tricheco”, „Fisalia”, „Argonauta”, „Narvalo”,  „Zoea”, „Otaria”, „Argo”, „Squalo”, F 2, F 3, F 4, F 5, F 12 i F 16). 1 listopada 1918 roku okręt należał do Flotylli Okrętów Podwodnych w Ankonie (razem z F 1, F 6, F 7, F 11, F 14, F 16 i F 18). Łącznie podczas działań wojennych załoga jednostki wzięła udział w 11 rejsach bojowych, operując na austro-węgierskich szlakach handlowych oraz pod portami w Trieście i Poli .
Po wojnie F 13 nadal służył na północnym Adriatyku, pełniąc funkcję jednostki szkolnej dla mechaników okrętowych w Wenecji i Poli . W październiku 1923 roku okręt odbył rejs, zawijając do portów w Poli, Zarze, Lagoście i Brindisi . W roku następnym jednostka uczestniczyła w ćwiczeniach oraz wielkich manewrach morskich floty przeprowadzonych w sierpniu . W lutym 1926 roku okręt został przebazowany do Poli, a w sierpniu powrócił do Brindisi; w 1927 roku brał udział w rejsach szkoleniowych, w tym przeprowadzonych na Adriatyku manewrach floty .
1 sierpnia 1935 roku jednostka została rozbrojona i skreślona z listy floty .